# Корлето-Монфорте
Корлето-Монфорте (итал. Corleto Monforte) — коммуна в Италии, располагается в регионе Кампания, в провинции Салерно.
Население составляет 680 человек (2008 г.), плотность населения составляет 13 чел./км². Занимает площадь 58 км². Почтовый индекс — 84020. Телефонный код — 0828.
Покровительницей коммуны почитается святая великомученица Варвара, празднование 10 июля.

## Демография
Динамика населения:

## Администрация коммуны
- Официальный сайт: http://www.comune.corletomonforte.sa.it/